# 光鱗鯊屬
光鱗鯊屬（学名：Nebrius）是绞口鲨科的一屬。